# Пакистанська народна партія
Пакистанська народна партія, ПНП (урду پاکستان پیپلز پارٹی; англ. Pakistan Peoples Party) — політична партія у Пакистані.

## Історія

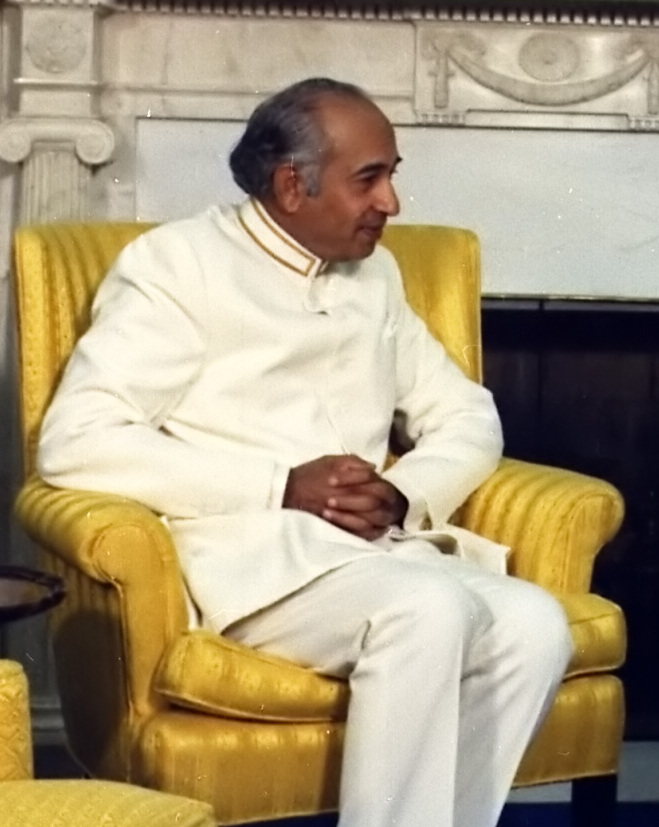
Зульфікар Алі Бхутто — голова партії у 1967–1979 роках

Засновано у 1967 році Зульфікаром Алі Бхутто. У передвиборному маніфесті (1970), що вважався її політичною платформою, політичне кредо партії зводилося до трьох основних тез: «Іслам — наша релігія, демократія — наша форма правління, соціалізм — наша економічна система». Маніфест висував завдання побудови у країні безкласового суспільства, заснованого на соціальній справедливості. Передбачалося здійснити ліквідацію монополій, націоналізацію основних галузей промисловості, банки, страхові компанії, транспорт, усунути феодальні пережитки в аграрних відносинах, розвивати кооперативний рух на селі, поліпшити умови життя та праці пролетаріату. В області зовнішньої політики акцент робився на розвиток відносин і зміцнення зв'язків з мусульманськими країнами, політику нейтралітету.

### Парламентські вибори 1970 року
Перемога ПНП на парламентських виборах у 1970 році, привела її до влади у грудні 1971 року, після падіння режиму генерала Ага Мухаммеда Яхья-хана. У роки правління ПНП було здійснено ряд реформ у соціально-економічній області. Однак багато з прийнятих заходів носили компромісний характер, що не давало очікуваного результату. До них належать земельна реформа, нова політика у галузі трудових відносин та інші.
У період правління Бхутто була націоналізована частина підприємств важкої промисловості, приватні комерційні банки, страхові, судноплавні компанії, експортна торгівля бавовною. Було запроваджено державне регулювання торгівлі цукром, олією, зерном, деякими товарами широкого вжитку. Влада скасували керуючі агентства. У березні 1972 року була оголошена аграрна реформа, яка суттєво обмежувала розміри поміщицького землеволодіння. Надлишки підлягали вилученню без компенсації та безоплатного розподілу серед малоземельних селян. Заохочувався розвиток кооперативів на селі. У січні 1977 року максимальний розмыр землеволодіння був знову знижений, малоземельні селяни звільнялися від сплати податків. Зміцнювалися і розширювалися зовнішньополітичні зв'язки. У значних розмірах стала надходити іноземна економічна допомога. Уряду Пакистану вдалося добитися пільг щодо погашення зовнішньої заборгованості. Нормалізації обстановки сприяла індійсько-пакистанська зустріч у верхах у Сімлі влітку 1972 року. На початку 1974 року уряд Пакистану визнає незалежність Народної Республіки Бангладеш.

### В опозиції
У 1972–1975 роках партію покинув ряд видних політичних діячів, які брали участь у створенні партії. Тим не менше на загальних виборах 1977 ПНП отримала більшість місць у Національній асамблеї і законодавчих зборах провінцій. у результаті військового переворода 5 липня 1977 ПНП була відсторонена від влади. Почався одинадцятирічний період діяльності ПНП в опозиції. У 1979 році за звинуваченням у причетності до політичного вбивства був страчений Зульфікар Алі Бхутто. У 1981 році ПНП увійшла у коаліцію опозиційних партій — Рух за відновлення демократії, проте її участь у політиці, особливо у період перед виборами у 1988 році, був номінальним.

### Вибори 1988
Після епохи правління Зія-уль-Хака у ПНП з'явилися можливості повторного приходу до влади. у результаті загальних виборів у листопаді 1988 року ПНП отримала відносну більшість у Національній асамблеї.
У передвиборній платформі ПНП, що була за суттю новою політичною програмою, були відсутні деякі колишні установки і не згадувалося слово «соціалізм». Програма виявилася витримана у помірних тонах, партія обіцяла виборцям участь пролетаріату в управлінні виробництвом і створення цільового фонду для досягнення цих цілей, реорганізацію профспілок, поширення трудового законодавства на сельхозрабочіе, заохочення підприємців створюють нові робочі місця, заохочення внутрішніх накопичень, раціоналізацію процедури звільнення від податків, здійснення намічених у 1970-і роки земельних реформ, збільшення асигнувань на освіту та пропозиція введення обов'язкової середньої освіти, збільшення виробництва електроенергії, будівництво будинків для безпритульних. Керівництво ПНП заявило, що воно дотримується соціал-демократичної політики європейського зразка.
У грудні 1988 року, заручившись політичною підтримкою декількох невеликих партій і організацій, а також частини незалежних депутатів, партія сформувала уряд на чолі з Беназір Бхутто. У коаліції з місцевими політичними організаціями ПНП сформувала місцеві адміністрації в Північно-західній провінції і Сінді. Уряд ПНП скасував надзвичайний стан, розпустив Надзвичайну раду, зняв заборону з діяльності студентських та професійних спілок, звільнив політв'язнів, засуджених військовими трибуналами у період правління Мухаммеда Зія-уль-Хака.
В області зовнішньої політики уряд Бхутто заявив про необхідність розширення пакистано-індійських відносин. У грудні 1988 року відбулася зустріч голів Пакистану та Індії, у ході якої було підписано низку угод. Відносно ситуації у Афганістані було оголошено про «спадкоємность курсу Пакистану», у той же час підкреслювалася необхідність політичного врегулювання проблеми і створення в Афганістані уряду на широкій політичній основі. Уряду Беназір Бхутто доводилося діяти у вкрай складній обстановці. Армія і бюрократична верхівка надавали значний вплив на політичне становище в країні, на вироблення і проведення державного курсу. Значний тиск на уряд надавала права опозиція. У листопаді 1989 року опозиціонери поставили в парламенті на голосування вотум недовіри уряду, однак, зазнали поразки. У березні 1990 року була зроблена спроба викликати урядову кризу. Ці події ускладнювали роботу уряду. Напружена ситуація спостерігалася у провінції Сінд, де відбувалися міжетнічні зіткнення. Наприкінці травня 1990 армія була спрямована на відновлення порядку у провінції. Вельми важким виявилася реалізація врегулювання в Афганістані. Під впливом подій в Джамму і Кашмірі в 1990 році пакистано-індійські відносини погіршилися.

### 1990-ті роки

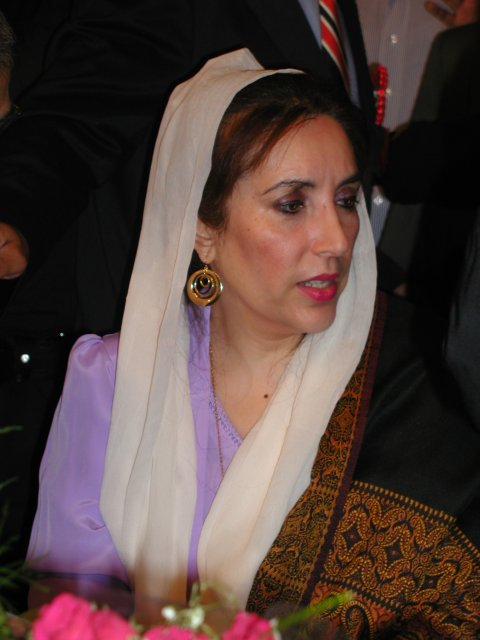
Беназір Бхутто — голова партії у 1983–2007 роках, прем'єр-міністр Пакистану у 1988–1990 і 1993–1996 роках.

6 серпня 1990 указом президента Гулам Ісхак Хана парламент було розпущено і уряд глави ПНП Беназір Бхутто було відсторонено від влади. 24 жовтня 1990 на дострокових виборах у Національну асамблею перемогу здобув Ісламський демократичний альянс, що був раніше в опозиції. Після парламентських виборів 6 жовтня 1993 ПНП знову приходить до влади. Отримавши підтримку незалежних депутатів і представників деяких політичних партій, ПНП вдалося сформувати уряд і адміністрації у провінціях Сінд і Пенджаб. 13 жовтня 1993 представник блоку ПНП й інших партій Фарука Легара було обрано президентом Пакистану.
Уряд Бхутто продовжив низку економічних заходів уряду Наваза Шаріфа, зокрема лібералізацію економіки і приватизацію, що зустрічало опір бюрократії. У листопаді 1996 року уряд Беназір Бхутто указом президента було відправлено у відставку. У 1997 році у результаті парламентських виборів ПНП отримала лише 18 місць у парламенті.

## Голови ПНП
- 1967–1979 — Зульфікар Алі Бхутто
- 1979–1983 — Нусрат Бхутто
- 1983–2007 — Беназір Бхутто
- З 2007 — Білавал Зардарі й Асіф Алі Зардарі